# Тошевский, Давид
Дави́д Тоше́вский (макед. Давид Тошевски; род. 16 июля 2001, Скопье, Македония) — северомакедонский футболист, нападающий австрийской «Аустрии» (Клагенфурт), выступает на правах аренды за хорватский «Шибеник».

## Клубная карьера
Тошевский — воспитанник клуба «Работнички». 10 августа 2019 года в матче против «Струги» дебютировал в чемпионате Северной Македонии. 19 октября в поединке против «Струги» забил свой первый гол. 7 июля 2020 года Тошевский подписал пятилетний контракт с российским «Ростов» Сумма трансфера составила 1 миллион евро. 15 августа в матче против питерского «Зенита» он дебютировал в РПЛ. 
В начале 2021 года Тошевский был отдан в аренду до конца сезона в «Тамбов», но так и не дебютировал за основной состав.
Летом 2021 году Тошевский на правах аренды перешёл в польский «Гурник». 26 сентября в матче против «Нецеча» он дебютировал в польской Экстраклассе. В начале 2022 года Тощевский был арендован словацким «Земплин». 19 февраля в матче против «Жилины» он дебютировал в чемпионате Словакии.
В сентябре 2023 года покинул «Ростов». В январе 2024 года перешёл в австрийский клуб «Аустрия» из Клагенфурта, заключив контракт до 30 июня 2025 года. Сразу после этого был отдан в аренду в хорватский «Шибеник» до конца сезона.